# Rákóczi Múzeum
A Magyar Nemzeti Múzeum Rákóczi Múzeuma a sárospataki várban működik.

## Állandó kiállítások

### Rákócziak dicső kora
A múzeum legfőbb állandó kiállítása a Rákóczi-család egész történetéről nyújt áttekintést, összekapcsolva azt Sárospatak, a korabeli Patak városának 17–18. századi felvirágzásával.

### I. Rákóczi György ágyúöntő műhelye
I. Rákóczi György erdélyi fejedelem Sárospatakon ágyúöntő műhelyt építtetett. A lángkemencék típusába sorolható, a 17. században elterjedt műszaki megoldásokat alkalmazó létesítmény  1631 és 1648 között működött. A rendelkezésre álló adatok szerint Sárospatakon összesen 80 ágyút öntöttek, főleg a tábori ágyúk kategóriájában. A 2006-ban kezdett régészeti feltárás hat év alatt hozta felszínre a kastély parkja alatt rejtőző maradványokat, tárgyi emlékeket. A rekonstruált ágyúöntő műhelyben megtekinthető az egykori lángkemence és az öntőakna, valamint az ágyúöntés folyamata.

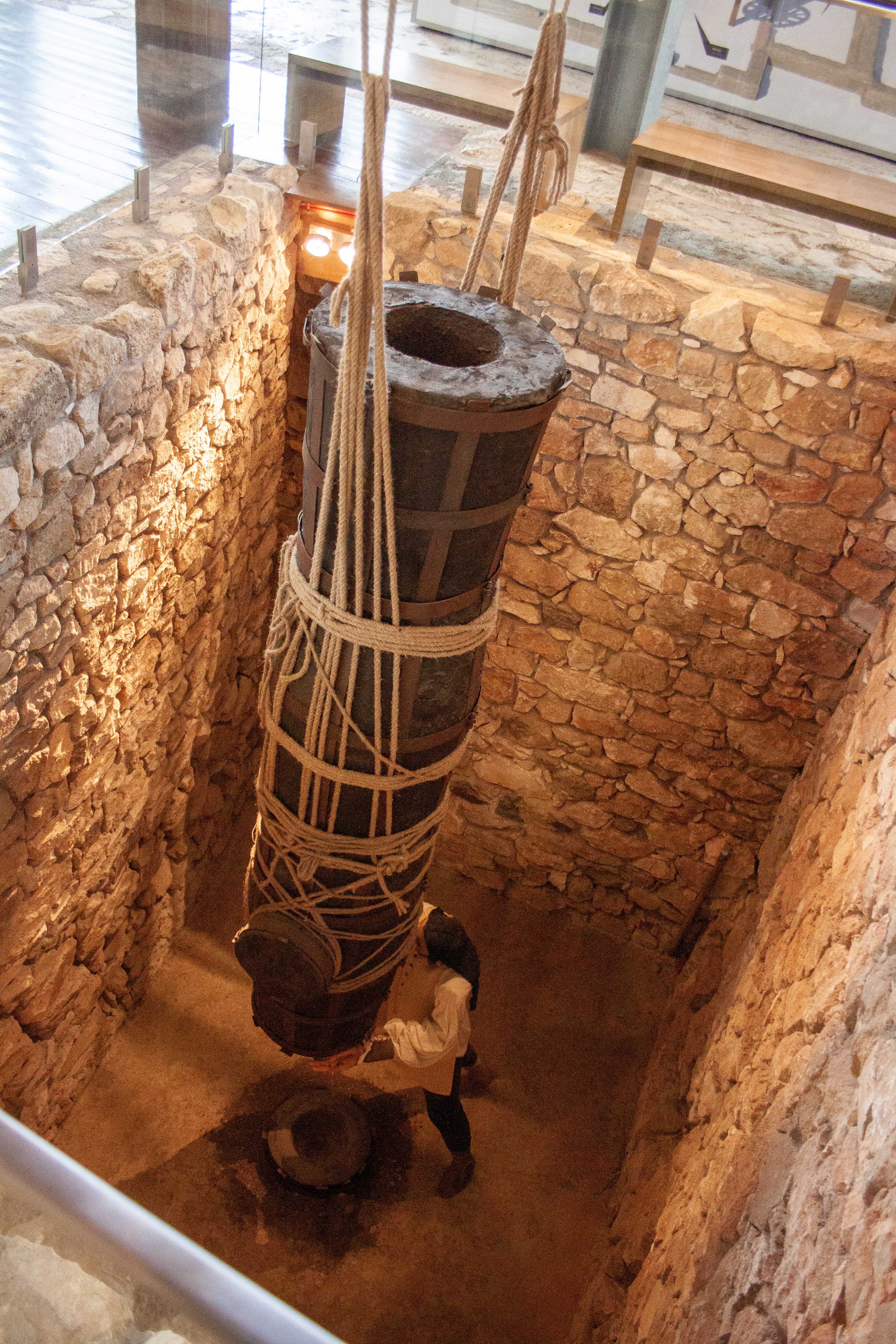
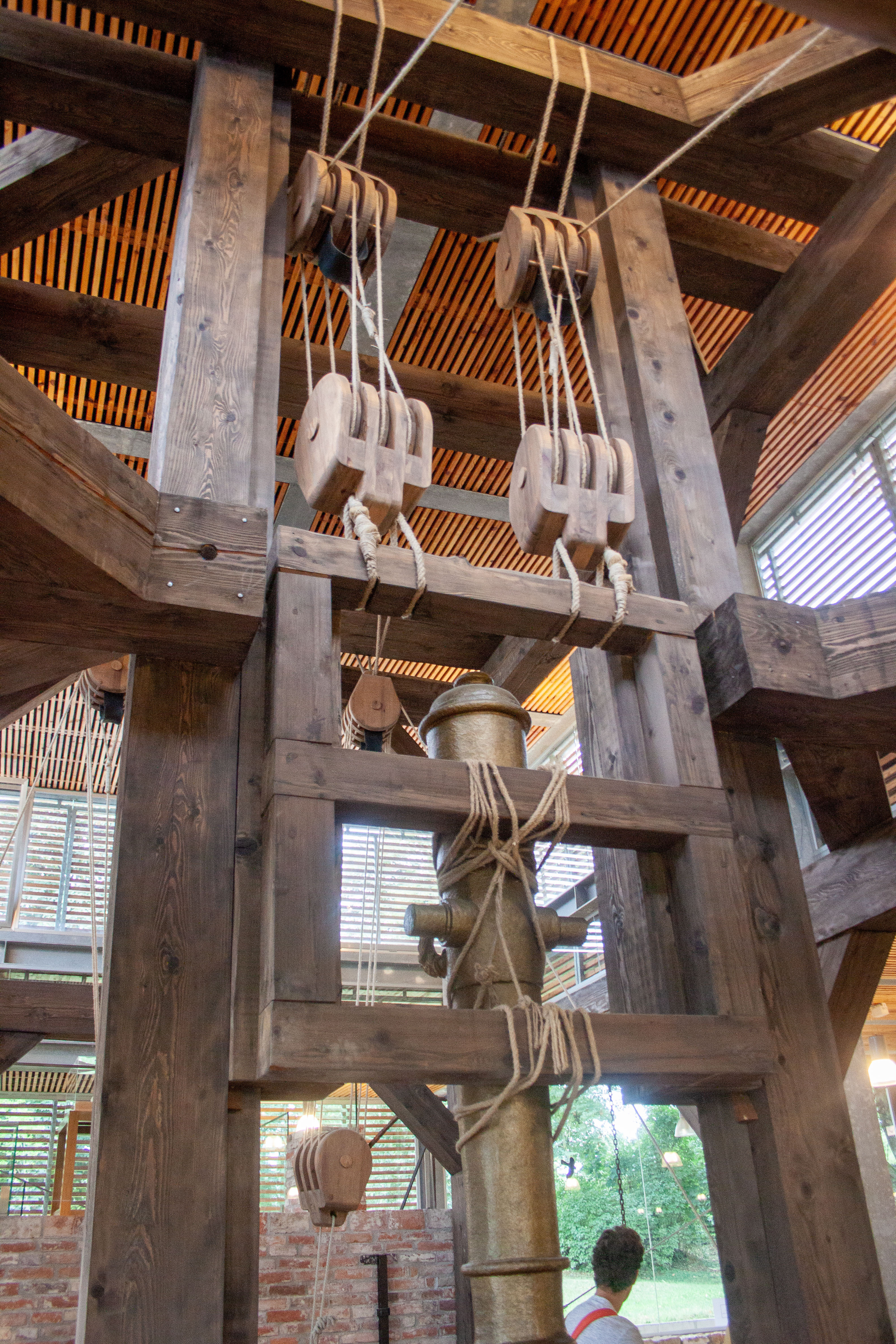
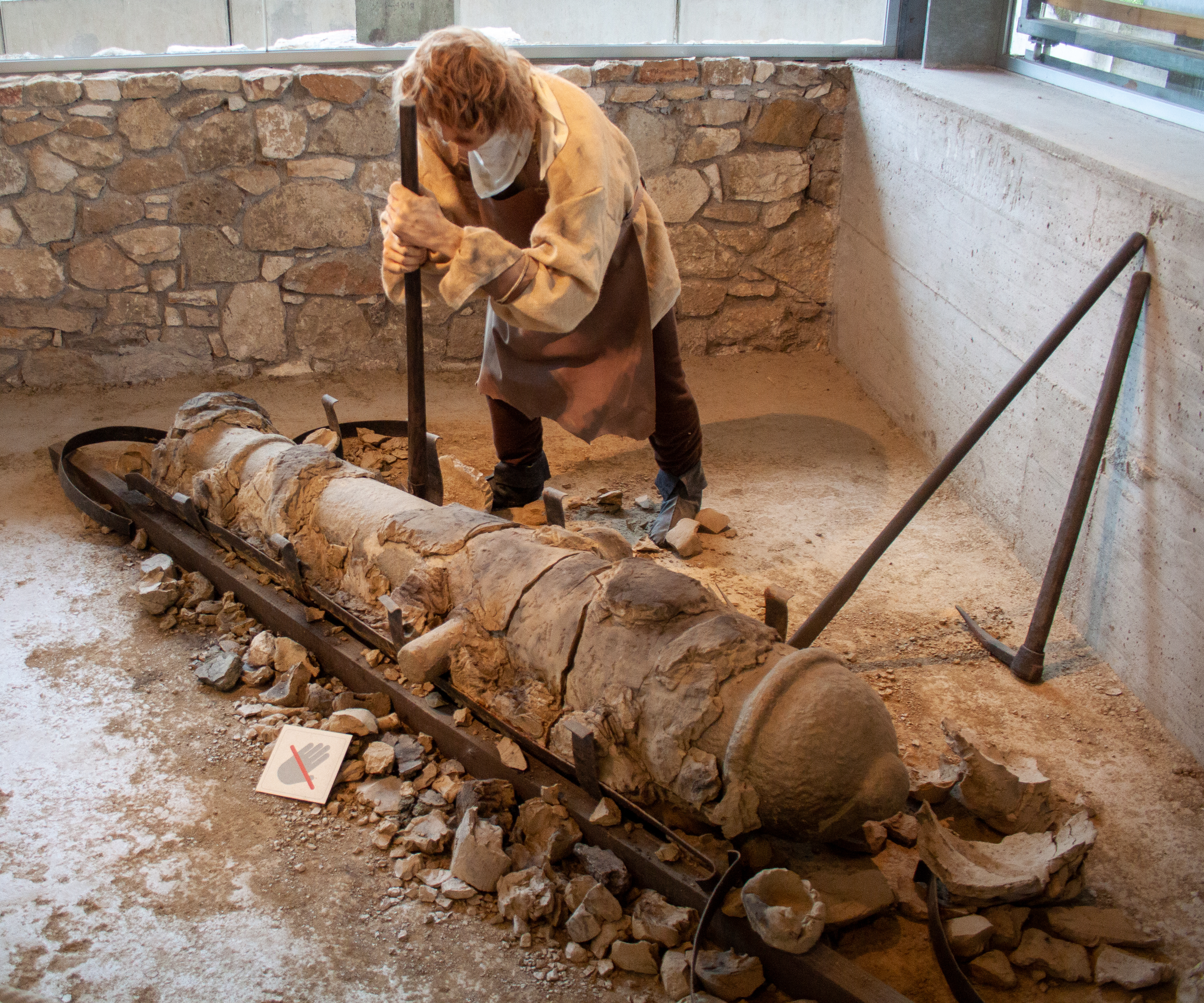

## Időszaki kiállítások

### Kalandozás a fegyvertörténetben
2021 nyarán a múzeum időszaki fegyvertörténeti kiállítást nyitott meg Urbán József Pál középiskolai történelemtanár hagyatékából, aki szenvedélyesen gyűjtötte a középkori fegyvereknek ezeket a Spanyolországban készült másolatait.

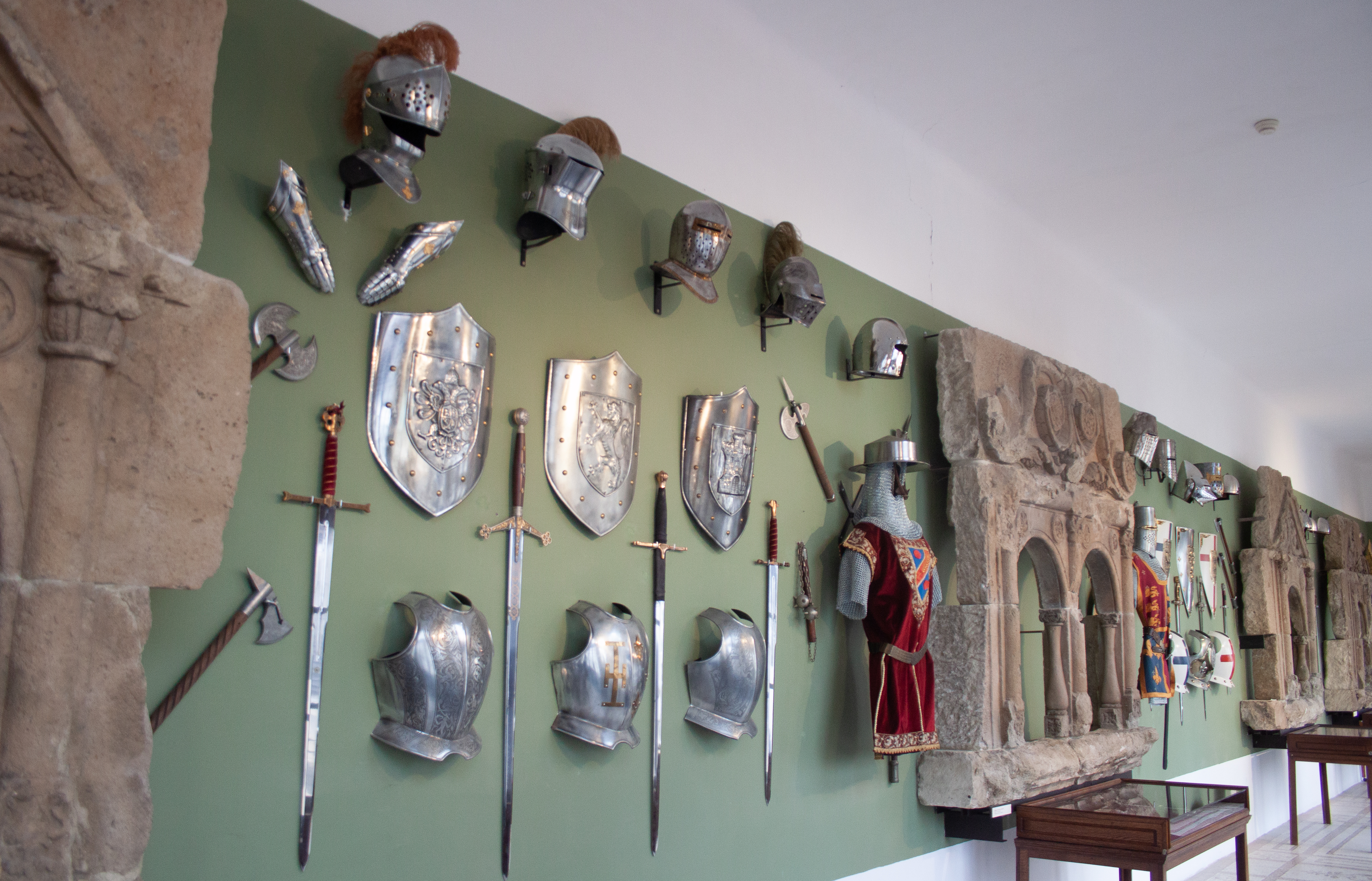
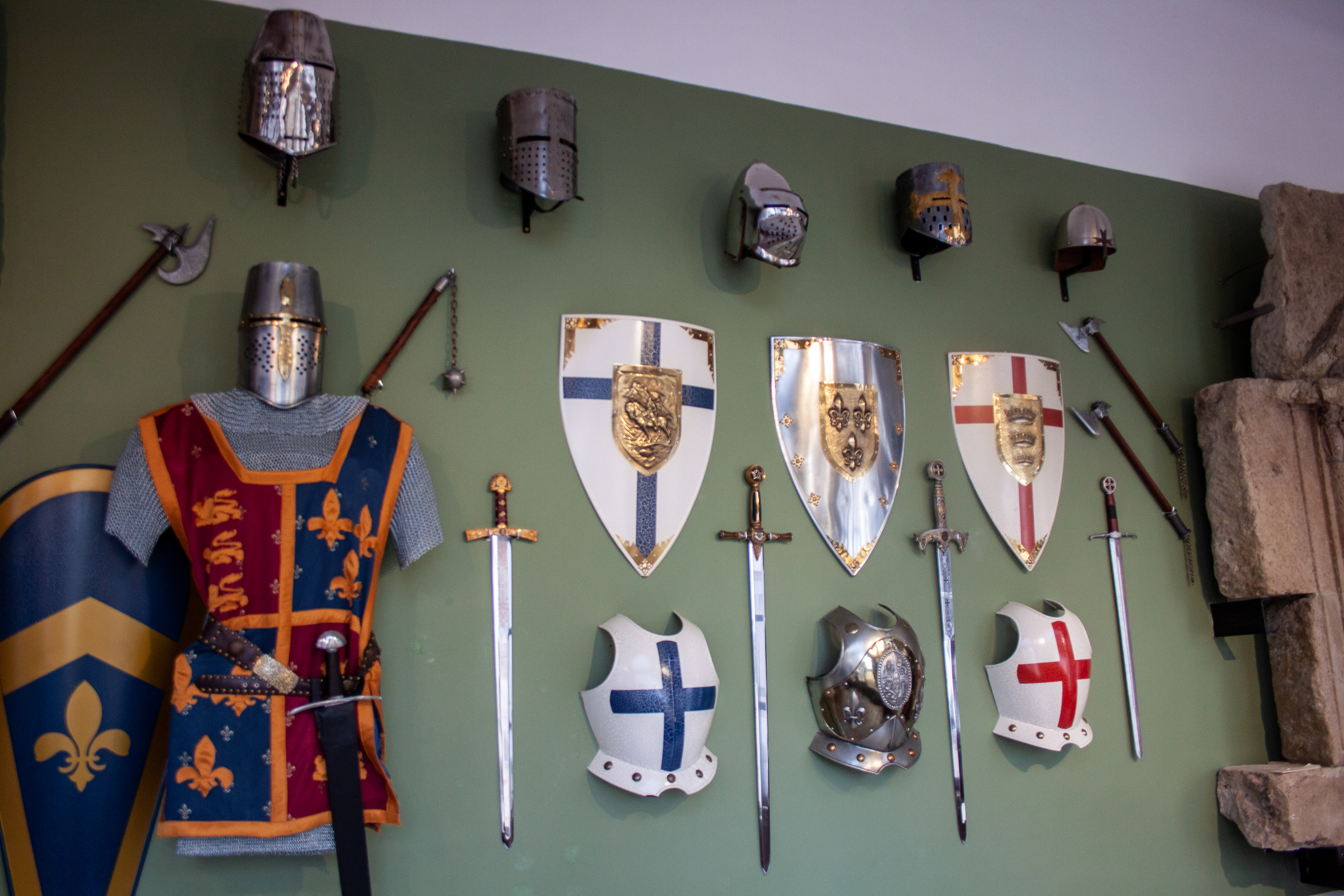
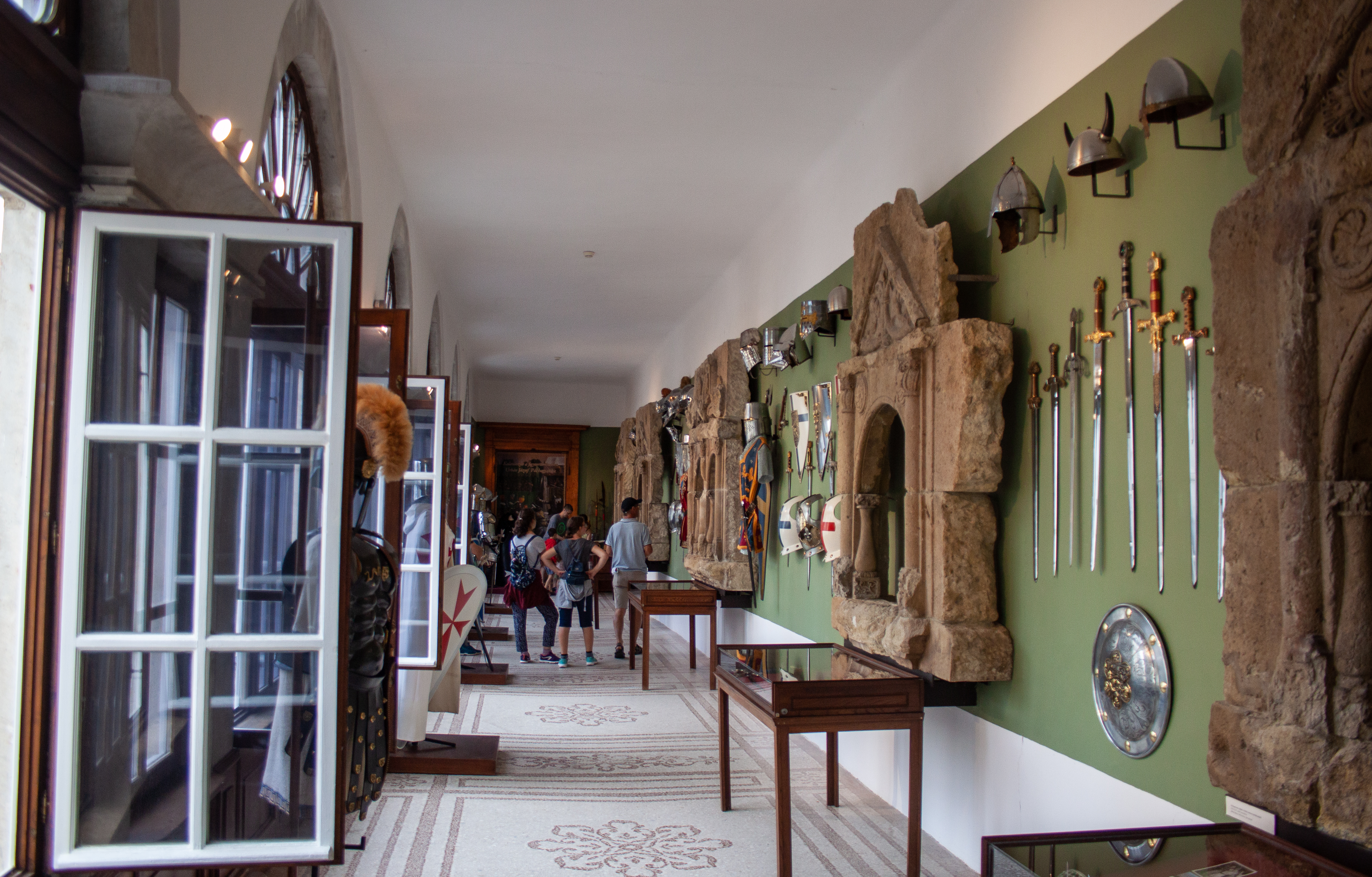